# Allgäuer Bändelteppich

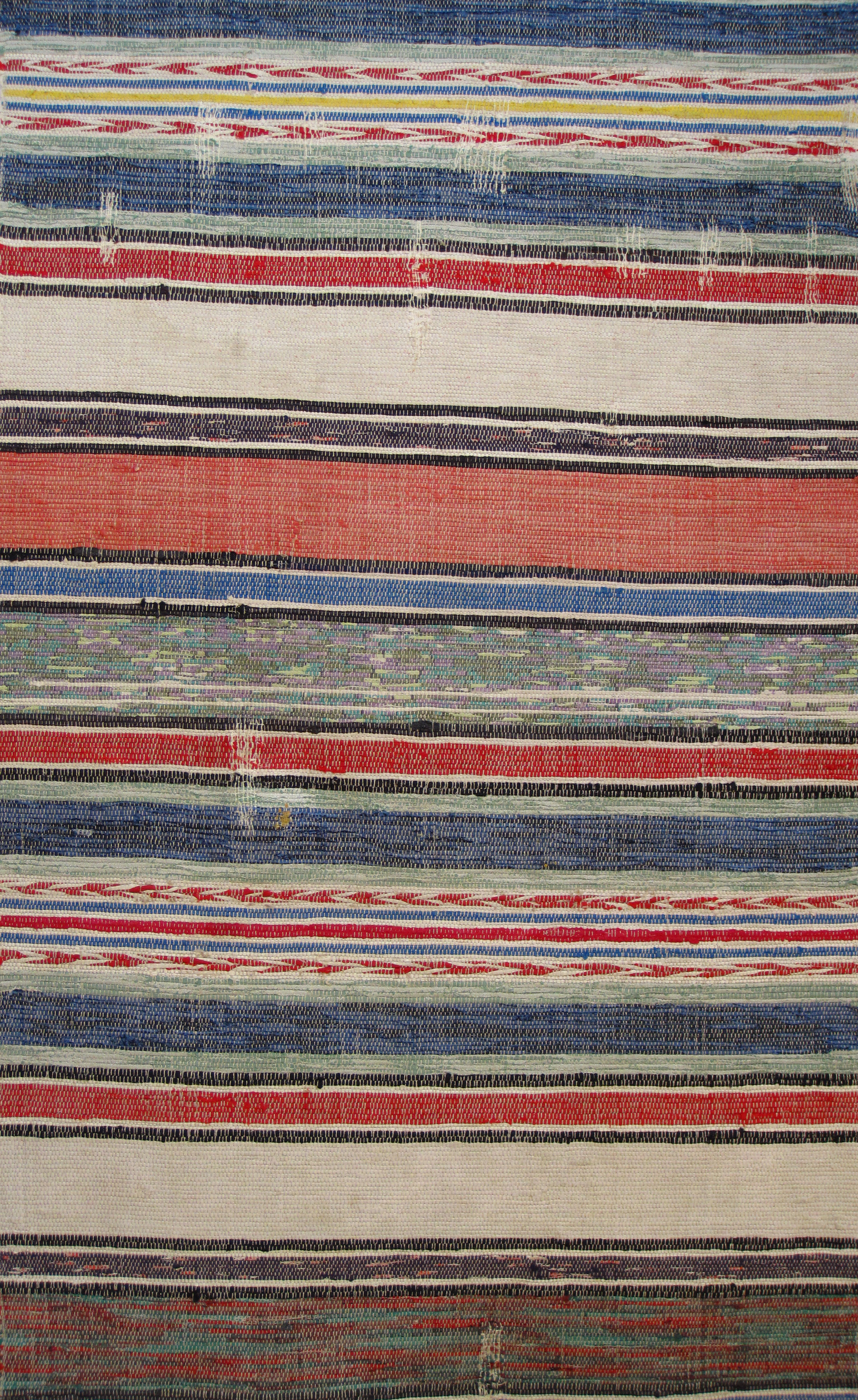
Muster eines Allgäuer Bändelteppichs

Allgäuer Bändelteppiche sind gewebte Fleckenteppiche, die aus gebrauchten Textilien hergestellt werden. Besonderes Kennzeichen der Allgäuer Bändelteppiche ist das Zopfmuster aus miteinander verflochtenen Flicken unterschiedlicher Farbe, z. B. Schwarz und Weiß. Diese in regelmäßigen Abständen eingewobene Zopf-Streifen ergeben ein unverwechselbares Dekor und regionales Kennzeichen.

## Herstellung
Die Grundlage bilden alte, nicht mehr gebrauchsfähige Kleidungsstücke. Diese werden zunächst in gleichmäßige Streifen geschnitten. Anschließend verarbeitet man sie auf Handwebstühlen zu Teppichen (im Allgäuer Dialekt auch „Blache“ genannt). Mögliche Farbzusammenstellungen ergeben sich aus der zur Verfügung gestellten Bekleidung. Somit wird jeder Teppich zum Unikat.

## Geschichte
Die Leinenweberei war von Anfang des 13. bis Anfang des 19. Jahrhunderts im oberschwäbischen Raum ein bedeutender Wirtschaftsfaktor. Produzenten waren zumeist Kleinbauern, die sich damit einen wesentlichen Teil ihres Verdienstes sicherten. Der Bändelteppich war ein Nebenprodukt dieser Wirtschaftsweise, entstanden aus dem vorherrschenden Zwang zu äußerster Sparsamkeit. Heute gibt es nur noch vereinzelte Produzenten, die nach der historischen Fertigungsweise arbeiten und echte Allgäuer Bändelteppiche herstellen.